# Valteró
Valteró (Valtero) är en ort i Grekland.   Den ligger i prefekturen Nomós Serrón och regionen Mellersta Makedonien, i den norra delen av landet, 400 km norr om huvudstaden Aten. Valteró ligger 36 meter över havet och antalet invånare är 1 102.
Terrängen runt Valteró är platt åt sydväst, men åt nordost är den kuperad. Runt Valteró är det ganska tätbefolkat, med 52 invånare per kvadratkilometer. Närmaste större samhälle är Irákleia, 3,2 km väster om Valteró. Trakten runt Valteró består till största delen av jordbruksmark.